# Asuka Sezaki
Asuka Sezaki (瀬﨑 明日香, Sezaki Asuka), née en 1977 à Kumamoto, au Japon, est une violoniste japonaise.

## Biographie
Asuka Sezaki est née à Kumamoto, dans la préfecture du même nom. Elle a commencé à jouer du violon à l’âge de six ans. Elle a étudié le violon à I'université des arts de Tokyo où elle est diplômée. Elle a étudié au Japon avec les professeurs Chikashi Tanaka, Seiji Kageyama ou encore Masafumi Hori.
Elle se perfectionne au Conservatoire national supérieur de musique et de danse de Paris grâce à une bourse de l’Agence culturelle du Japon. Elle travaille alors en violon et en musique de chambre respectivement dans les classes de Régis Pasquier et de Christian Ivaldi.
En 2003, elle a remporté le 2e prix (le 1er n’a pas été décerné) dans la catégorie duo au concours international de Trieste.
Pour son premier récital, en 1992, elle a interprété les Vingt-quatre caprices de Paganini.
Elle est invitée, en France, aux festivals de Bourgogne et de Reims ainsi qu'au Festival de musique de l'Orangerie de Sceaux.
Elle donne des récitals au Concertgebouw à Amsterdam, à Paris, à Bruxelles (Bibliothèque royale de Belgique), en Angleterre, en Allemagne, en Suisse, en Hongrie et aux États-Unis.
Sezaki a joué avec des artistes tels que les violonistes Jean-Jacques Kantorow et Régis Pasquier, l'altiste Tasso Adamopoulos, les violoncellistes Tsuyoshi Tsutsumi et Noboru Kamimura (ja), les pianistes Jean-Claude Pennetier et Kazuoki Fujii (ja), Katsumi Ueda, Akiyoshi Sako, Hiroyuki Iwai, Kenichiro Kobayashi, Naoto Ōtomo (ja) et Jun'ichi Hirokami, ainsi qu'avec l'Orchestre symphonique métropolitain de Tokyo, l'Orchestre symphonique de Tokyo, l'Orchestre philharmonique de Tokyo-City (ja), l'Ensemble orchestral de Kanazawa, le NHK Orchestre de musique de chambre, l'Orchestre philharmonique de Poznań, le Munchner Rundfunkorchester, l'Orchestre symphonique de Bretagne, l'Ensemble Camerata de Bourgogne ou encore le Nouvel ensemble instrumental du conservatoire de Paris.
Grâce à son premier prix remporté au concours Stradivarius de la Bourse Forval (ja), Asuka Sezaki a pu jouer pendant deux ans sur le Stradivarius Rainville de 1697, instrument reçu en prêt par cette fondation.
Après avoir vécu quelque temps à Rome, elle s'est domiciliée à Tokyo.

## Prix obtenus
- 1995 : premier prix au Concours musical du Japon (ja), avec trois prix speciaux.
- 1995 : troisième prix au Concours international de violon Leopold Mozart (de) à Augsbourg, en Allemagne.
- 1996 : quatrième prix au Concours international de violon Henryk Wieniawski en Pologne.
- 2003 : Concours de musique de chambre Premio Trio à Trieste, en Italie : prix A. Valdovino pour une pièce de Schubert.
- 2003 : prix Académie Maurice Ravel : prix de la Ville de Ciboure
- Concours Stradivarius de la Bourse Forval (ja) : premier prix.
- 2007 : Grand Prix du Disque des Arts pour son premier disque avec les six sonates d'Eugène Ysaÿe (ALM RECORDS / Kojima Recordings).